# Sørsteinen
Sørsteinen är en kulle i Antarktis. Den ligger i Östantarktis. Norge gör anspråk på området. Toppen på Sørsteinen är 2 580 meter över havet, eller 165 meter över den omgivande terrängen. Bredden vid basen är 3,0 km.
Terrängen runt Sørsteinen är huvudsakligen platt, men österut är den kuperad. Trakten är obefolkad. Det finns inga samhällen i närheten.